# Narluga
Un narluga (mot-valise formé à partir de narval et béluga) est un hybride né de l'accouplement d'un narval femelle et d'un béluga mâle. Ces deux espèces sont des cétacés  vivant en Arctique et les deux seuls membres de la famille des monodontidés.

## Découverte
L'existence des narlugas a été supposée pendant des décennies avant la découverte de spécimen. Il n'en existe que 20, dont 7 en captivité. En 1990, Mads Peter Heide-Jørgensen découvre un crâne appartenant à un monodontidé inconnu, son anatomie correspond pour partie à celle du narval et pour partie à celle du béluga. Notamment, les dents du spécimen sont enroulées en spirale comme c'est le cas pour la défense du narval,.
L'identité génétique du narluga a été confirmée en 2019 lorsque le génome du spécimen a été séquencé.